# Salvador Edward Luria
Salvador Edward Luria (Turín, 13 de agosto de 1912 - Lexington, 6 de febrero de 1991) fue un microbiólogo italiano.

## Biografía
Nació en Turín, en el seno de una familia judía sefardí. Estudió medicina en la Universidad de Turín con Giuseppe Levi, y se especializó en radiología. Se graduó en 1935. Tiempo después, sirvió en el ejército italiano como oficial médico.[cita requerida]
Empezó a considerar una carrera en ciencia básica como una mejor alternativa a la medicina, por lo cual comenzó a estudiar cálculo y física, y en 1937, habiéndose trasladado a Roma para completar su especialización en radiología, fue admitido como asistente en el grupo de Enrico Fermi en el Instituto de Física de la Universidad de Roma. Fue en este lugar donde conoció a Franco Rasetti, quien despertó el interés de Luria en los trabajos radiogenéticos en moscas y, en particular, al trabajo del concepto de gen por parte de Max Delbrück. También en Roma, conoció al microbiólogo Geo Rita, quien lo introdujo al tema de los virus bacteriófagos. No obstante, su tiempo en Roma no duró mucho debido a los movimientos fascistas en 1938, y por su religión judía, tuvo que abandonar el país. Pudo trasladarse y quedarse un tiempo en París, donde obtuvo un trabajo en el Instituto Curie, continuando con su interés e investigación con bacteriófagos. Durante su estadía en París, los eventos de la Segunda Guerra Mundial volvieron a acecharlo, ya que los alemanes se aproximaban a Francia, por lo que tuvo que abandonar París, viajando a Marsella, donde obtuvo una visa estadounidense, y en septiembre de 1940 abordó el barco que lo llevaría a Nueva York. Fue en este tiempo cuando pudo establecer contacto con Delbrück y, después de su primer encuentro, decidieron realizar una colaboración que duraría más de una década, centrando sus investigaciones en mutaciones y en bacteriófagos. En 1943, ambos investigadores determinan que la mutación genética es la responsable de las resistencias bacterianas. En el mismo año, Luria obtuvo una posición en la Universidad de Indiana, en Bloomington, donde dio clases de bacteriología y comenzó un curso en virología. Fue en este lugar donde conoció a quien sería su futura esposa, Zella Hurwitz, con quien tuvo un hijo llamado Daniel en 1948. y fructíferos colaboradores como Giuseppe Bertani.
En 1950, se trasladó a la Universidad de Illinois en Urbana, y nueve años después se unió al Departamento de Biología del Instituto Tecnológico de Massachusetts (MIT). Durante muchos años tuvo responsabilidades administrativas en el MIT como el primer director del Centro para la Investigación del Cáncer.[cita requerida]
Sus contribuciones más importantes se desarrollaron antes del "año del ADN" (1953). Durante este periodo siguió enfocado al estudio de bacteriófagos, así como tipos de mutaciones en éstos y en bacterias. Su colaboración inicial con Delbrück estableció la fundación de un movimiento de investigación enfocado en los bacteriófagos, un movimiento que creció más allá de las expectativas, atrayendo científicos de diversas áreas.[cita requerida]
Luria era un escritor fluido y prolífico. En 1953 publicó un libro de texto de titulado Virología general, donde hacía énfasis en los bacteriófagos como modelo de estudio.[cita requerida]
Se le otorga el Premio Nobel de Fisiología o Medicina en 1969 que comparte con Delbrück y Alfred Day Hershey, por sus descubrimientos sobre el mecanismo de replicación de los virus y su estructura genética.[cita requerida]

## Honores
El asteroide (18501) Luria fue nombrado así en su honor.

## Credo de Luria
En la introducción de su libro Virología general, de 1953, Luria escribió un popular credo, que dice:
"Hay una simplicidad intrínseca de la naturaleza, y la contribución definitiva de la ciencia reside en el descubrimiento de unificar y simplificar generalizaciones, en vez de la descripción de situaciones aisladas - en la visualización de patrones simples y generales, en vez del análisis de retazos."
A pesar de que la biología y la ciencia en general ha ido evolucionando después de que Luria haya escrito estas palabras, su visión de unidad en la naturaleza es tan relevante ahora como lo era en ese entonces. Esa simplicidad intrínseca se sigue observando incluso en organismos como los virus, de los cuales se describen nuevas especies con regularidad.

| Predecesor: Robert W. Holley Har Gobind Khorana Marshall W. Nirenberg | Premio Nobel de Fisiología o Medicina 1969 | Sucesor: Bernard Katz Ulf von Euler Julius Axelrod |